# Ådalens prosa
Ådalens prosa, Ådalens prosa: originalberättelse, är en roman av Carl E. Arwe (1888-1981), utgiven på Richards förlag i Gävle 1940. Titeln parafraserar Ådalens poesi.